# Ram Etwareea
Ram Etwareea, né en 1958 à Fond du Sac, est un journaliste mauricien et suisse spécialisé en finances et macroéconomie.

## Biographie

### Enfance, éducation et débuts
Ram Etwareea naît en 1958 à Fond du Sac, à Maurice. Il est le deuxième d'une fratrie de neuf enfants. Son père, Nand, est chauffeur de bus scolaire.
Il grandit à Fond du Sac puis fait des études à l'Université de Bombay, en Inde, et obtient un bachelor en économie en 1979.
À son retour à l'île Maurice, sans emploi, il fonde sa propre organisation estudiantine, nommée Mauritius Graduation Association, pour dénoncer la crise économique et le taux élevé du chômage.
Avec une bourse et après une formation au journalisme auprès de la rédaction de L'Impartial à La Chaux-de-Fonds en Suisse, il retourne brièvement à Maurice et s'implique en politique.

### Carrière
Au début des années 1980, Ram Etwareea est membre de la rédaction du Nouveau Militant, l'organe du Mouvement militant mauricien,.
Il obtient par la suite une bourse de formation de six mois offerte par la Fédération suisse des journalistes.
En 1988, il fonde InfoSud pour donner la parole aux journalistes des pays du tiers monde. C'est le premier média à couvrir le GATT (ancien nom de l'OMC) et la démocratisation du FMI.
Il intègre ensuite la rédaction du Temps et y fait 30 ans de carrière avec une période comme correspondant international pour le quotidien suisse, notamment en 2014 à Bruxelles au Parlement et de la commission européenne.
En 2007, il est remarqué par les médias africains pour son analyse sur les intentions des organisations internationales.
En 2010, il anime une table ronde lors de la Conférence des nations unies avec la CNUCED, sur les crises systémiques mondiales.
Pour lui «L’Afrique est le prochain pôle de développement et les Mauriciens sauront faire de la juridiction le pont entre l’Europe, l’Asie et ce continent. Maurice doit savoir s’adapter et jouer finement sa carte diplomatique». En 2020, il fonde l'association des graduate chômeurs et croit fortement à l'émancipation du pays pas la population du pays, les jeunes notamment. 
En février 2024, il prend sa retraite et retourne sur son île natale. Il y continue son engagement en faveur de la liberté de la presse; en alertant sur des sujets selon lui sensibles comme les crises successives, les nouvelles technologies, ou l'autocratisation de certains régimes,.

## Engagements
Dans sa jeunesse, Ram Etwareea fait partie du Mouvement militant mauricien. En 1983, il est candidat aux élections générales à Grand-Baie-Poudre-d’Or.
Tout au long de sa carrière, il défend un journalisme engagé et plaide pour diverses causes. Il appelle à la démocratisation du Fonds monétaire international, à une taxation équitable des multinationales et à une mondialisation inclusive. Il milite aussi pour que les producteurs de cacao et de café reçoivent des prix équitables,.

## Vie privée
Ram Etwareea est marié.